# 611
611是610与612之间的自然数，也可以指：
- 611年，公元7世紀的一個年份。
- 6月11日。
- 林憶蓮在初出道時的藝名。
- 香港輕鐵通車時的其中一條路線編號（來往屯門碼頭至元朗，經龍門、建安站、屯門醫院），但在1992年取消。
- 中華航空611號班機空難
- DHL快遞公司611號班機

- 合數，正因數有1、13、47和611。
質因數分解為{\displaystyle 13\times 47}。
- 虧數，真因數和為61，虧度為550。
- 不尋常數，大於平方根的質因數為47。
- 半質數。
- 無平方數因數的數。
- 十进制的奢侈數。